# Campionati del Mediterraneo di lotta 2011
I campionati del Mediterraneo di lotta 2011 si sono svolti dal 10 al 12 giugno a Budua, in Montenegro.
I campionati sono stati organizzati dalla Federazione spagnola di lotta sotto l'egida del Comitato Mediterraneo delle Lotte Associate (CMLA).

## Podi

### Uomini

#### Lotta greco-romana
| Evento        | Oro                 | Argento            | Bronzo                                          |
| Fino a 55 kg  | Ivan Lizatović      | Garip Bayram       | Kristian Gazdag                                 |
| Fino a 60 kg  | Tonimir Sokol       | Hasan Tahsin Özkul | Jonathan Lemaire Dragan Dešić                   |
| Fino a 66 kg  | Davor Štefanek      | Franck Hassli      | Danijel Janečić Abdullah Coşkun                 |
| Fino a 74 kg  | Božo Starčević      | Saverio Scaramuzzi | Mehmet Ali Küçükosman Konstantinos Papadopoulos |
| Fino a 84 kg  | Nenad Žugaj         | Vincenzo Scibilia  | Alain Hassli Kansu İldem                        |
| Fino a 96 kg  | Siniša Hogač        | Beniamino Scibilia | Doğan Yılmaz Vladimir Radosavljević             |
| Fino a 120 kg | Ksenofon Kutsiumbas | Marko Koščević     | Miloš Spasić Rocco Ficara                       |

#### Lotta libera
| Evento        | Oro                 | Argento            | Bronzo                                   |
| Fino a 55 kg  | Ghenadi Tulbea      | Salvatore Mannino  | Florian Rezha Hakan Parlar               |
| Fino a 60 kg  | Hakkı Gürel         | Klodian Terziu     | Tamaš Nađ                                |
| Fino a 66 kg  | Yusuf Benekli       | Davor Štefanek     | Mirsa Dekolli Francesco Rogolino         |
| Fino a 74 kg  | Mustafa Kasapoğlu   | Apostolos Taskudis | Tristan Patte Loïc Bertrand              |
| Fino a 84 kg  | Emzarios Bendinidis | Burak Eryılmaz     | Salvatore Purpura Petar Balo             |
| Fino a 96 kg  | Yusuf Türkaya       | Fatjon Baro        | Dejan Franjković Muslim Saypoulaev       |
| Fino a 120 kg | Yasin Kılıç         | Miloš Spasić       | Vladimir Radosavljević Stamatios Giagias |

### Donne

#### Lotta libera
| Evento       | Oro                   | Argento                  | Bronzo             |
| Fino a 48 kg | Sümeyya Sezer         | Liliana Costa dos Santos | Marijana Martinjuk |
| Fino a 51 kg | Burcu Kebiç           | Eva Tuba                 | Milica Drecun      |
| Fino a 55 kg | Vania Gomes Guerreiro | Dilek Atakol             | Jovana Krčmarević  |
| Fino a 59 kg | Leyla Metin           | Mirjana Martinovic       | Ewjenia Stamataku  |
| Fino a 63 kg | Agoro Papawasiliu     | Marija Kostic            | Hatun Muhçu        |
| Fino a 67 kg | Stawrula Ziguri       | Burcu Örskaya            | ----               |
| Fino a 72 kg | Simge Yılmaz          | Kebaili Ouarda           | Sanja Žurž         |